# Caleten

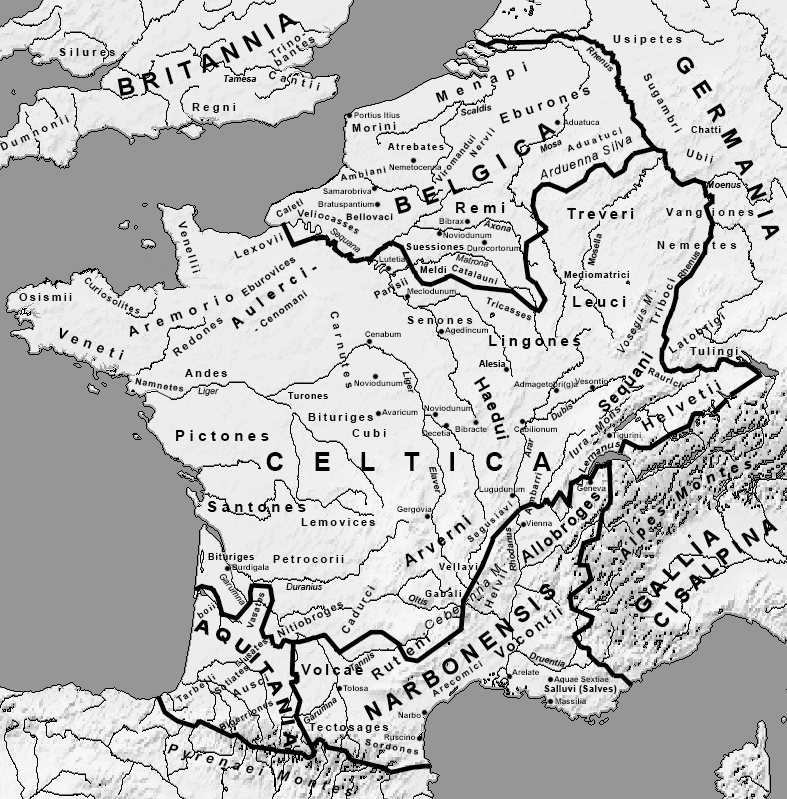
Karte Galliens, 1. Jahrhundert, nach der Provinzreform des Augustus

Die  Caleten (lateinisch  Calētēs oder Calētī) waren ein keltischer oder germanischer Stamm der Belger, dessen Siedlungsgebiet im Gebiet der heutigen Normandie zwischen der Küste und dem Fluss Seine lag.
Die  Caleten werden schriftlich erstmals von dem römischen Feldherrn und Autor Julius Caesar in De Bello Gallico genannt, seinem Bericht über seine Kriege in Gallien. Sie waren im Jahr 51 v. Chr.  mit den Stämmen der Bellovaker, Ambianer, Aulercer, Veliocasser und Atrebaten unter der Führung des Correus am Widerstand gegen die Eroberung des Nordens des heutigen Frankreichs durch Caesar beteiligt. Caeser rechnet sie zu den Belgen, Stämmen von in erster Linie keltischer, zum Teil aber auch germanischer Herkunft, die sich von Galliern  und Aquitanern in Sprache und Kultur unterschieden. Die Caleten sollen über den Rhein in ihr Siedlungsgebiet gekommen sein, also eher germanischen Ursprungs sein. 
Das Siedlungsgebiet der Caleten nach ihrer Unterwerfung durch Rom wurde ein Teil der mit Gallien bezeichneten Region des römischen Reiches, mit der Provinzreform des römischen Kaisers Augustus wurde es Teil der Provinz Gallia Belgica.
Die bedeutendste Stadt der Caleten war die Hafenstadt Caracotinum, das heutige Harfleur. Ihr Name ist noch heute in dem der Stadt Calais zu finden.